# Praslin (Saint Lucia)
Praslin è una città di Saint Lucia, situata nel quartiere omonimo.